# Ernesto José Romero Rivas
Ernesto José Romero Rivas, (Machiques, 19 de abril de 1960) es un obispo católico venezolano. Actualmente es el vicario apostólico de Tucupita.

## Biografía

### Nacimiento
Ernesto J. Romero nace en Machiques del municipio de Perijá en el estado Zulia el 19 de abril de 1960. 

### Estudios
- Realiza sus estudios de primaria y secundaria en dicha ciudad natal.
- Ingresa al postulantado de la Orden de los Hermanos Menores Capuchinos. En el año 1981.
- Realiza sus estudios filosóficos en el Instituto Juan Germán Roscio de los padres Jesuitas.
- El 18 de agosto de 1985 inicia el noviciado en dicha Orden culminando con la profesión temporal el 11 de septiembre de 1986.
- Realiza sus estudios teológicos en el Instituto de Teología para Religiosos (I.T.E.R), terminando dichos estudio en 1990.
- En Roma realiza los estudio en la Pontificia Universidad Salesiana, obteniendo el título de Licenciado en Pastoral Juvenil y Catequesis.

## Sacerdote
El 2 de agosto de 1991 es ordenado sacerdote en Machiques de manos de Mons. Agustín Rumualdo.

### Cargos
- Misionero en Tucupita
- Al regresar de sus estudios en Roma es elegido consejero del consejo superior de los HH. MM. Capuchinos en Venezuela y nombrado maestro de postnovicios con residencia en Caracas.
- En 1999 Regresa nuevamente a Tucupita para ejercer su servicio de párroco durante dos trienios.
- En el 2008 es elegido el Custodio Superior de los HH. MM. Capuchinos de Venezuela.
- En el 2014 vuelve a Tucupita como párroco y es nombrado Administrador del Vicariato Apostólico del Delta Amacuro.

## Episcopado
El 7 de abril de 2015, el Papa Francisco lo nombró Obispo Titular de Sparsa y III Obispo del Vicariato Apostólico de Tucupita.
El 12 de julio siguiente, fue ordenado obispo por el Arzobispo Aldo Giordano, Nuncio Apostólico en Venezuela, con Mons. Felipe González González, Obispo del Vicariato Apostólico de Caroní, y Mons. Jesús Alfonso Guerrero Contreras, Obispo de Machiques.